# Black Order
Black Order is een fictief superschurkenteam uit de strips van Marvel Comics. De groep gewetenloze schurken werken in opdracht voor Thanos. Het team kreeg een eerste cameo in New Avengers #8 (september 2013) en maakte vervolgens zijn debuut in Infinity #1 (oktober 2013). Ze werden bedacht door Jonathan Hickman en Mike Deodato.

## Groepsleden

### Thanos eerste versie
Black Dwarf -  is het sterkste lid van de Black Order en heeft een sterk pantser en is hij de broer van Corvus Glaive. Hij wordt in de eerste versie van de Black Order in de comics vermoord in een gevecht met Ronan the Accuser. 
Corvus Glaive - is de generaal van de Black Order en voert de bevelen uit als Thanos afwezig is. Hij heeft bovenmenselijke kracht, snelheid, duurzaamheid en uithoudingsvermogen en heeft een speer als wapen. In de eerste versie van de Black Order pleegt Corvus Glaive zelfmoord voordat Thanos hem lang kan martelen en vervolgens kan vermoorden. 
Ebony Maw - is het meest geniale en slimme lid van de Black Order door zijn extreem hoge intelligentie. Daarnaast beschikt Ebony Maw over telekinese waardoor hij met zijn gedachten voorwerpen op afstand kan besturen. In de eerste versie van de Black Order in de comics verraad Ebony Maw Thanos en gaat hij weg om zelf een nieuwe groep op te starten.  
Proxima Midnight - is samen met Supergiant het enige vrouwelijke lid van de Black Order en is de vrouw van Corvus Glaive. Proxima Midnight is een sterke vrouw maar wordt in de eerste versie van de Black Order gedood door Hela.   
Supergiant - is samen met Proxima Midnight het enige vrouwelijke lid van de Black Order en heeft telepathische krachten.

## In andere media

### Marvel Cinematic Universe
In 2018 verscheen Black Order in het Marvel Cinematic Universe. Anders dan in de comics bestaat de groep alleen uit Black Dwarf, Corvus Glaive, Ebony Maw en Proxima Midnight en wordt de groep ook wel de kinderen van Thanos genoemd. Black Dwarf verschijnt als enige in de MCU onder een andere naam genaamd Cull Obsidian. De groep splitst zich in het begin op en gaat in twee teams naar de aarde. Ebony Maw en Cull Obsidian gaan naar New York waar ze het gevecht aan gaan met Dr. Strange, Iron Man, Wong en Spider-Man om de groene Infinitystone te bemachtigen. Proxima Midnight en Corvus Glaive gaan samen naar Schotland waar ze de strijd aangaan met Scarlet Witch en Vision om de Infinitystone uit Visions hoofd te bemachtigen.
Beide teams slagen er niet in om te winnen en trekken zich terug, Ebony Maw is de enige van de groep die om het leven wordt gebracht door toedoen van Iron Man. Cull Obsidian en Proxima Midnight dringen vervolgens samen met een leger Wakanda binnen om de strijd aan te gaan met de Avengers terwijl Corvus Glaive ongezien alleen het paleis van Black Panther binnendringt. Cull Obsidian belandt in een gevecht met Bruce Banner in het Hulkbusterpak en komt hier uiteindelijk bij om het leven. Proxima Midnight gaat de strijd aan met Scarlet Witch en lijkt aan de winnende kant te zijn totdat Scarlet Witch versterking krijgt van Black Widow en Okoye. Proxima Midnight komt uiteindelijk om in de strijd. Corvus Glaive raakt in het paleis in gevecht met Shuri en weet dit te winnen, niet veel later raakt hij echter wederom in gevecht dit keer met Vision en Captain America en komt hier als laatste lid van de Black Order om het leven. Doordat de overgebleven Avengers vijf jaar later terug in de tijd gaan om de Infinitystones voor Thanos proberen te bemachtigen keert de Black Order terug. De Black Order reist vanuit het jaartal 2014 naar de huidige tijd om tegen de Avengers te vechten. In deze strijd komen zij allen weer om het leven. De Black Order is te zien in de volgende films:
- Avengers: Infinity War (2018)
- Avengers: Endgame (2019)

### Televisieseries
De gehele Black Order komt ook voor in de volgende animatieseries van Marvel:
- Avengers Assemble
- Guardians of the Galaxy